# Talne
Talne (ukr. Тальне) – miasto na Ukrainie, w obwodzie czerkaskim, w rejonie zwinogródzkim, przed 2020 siedziba władz rejonu talniwskiego.

## Historia
Miejscowość wzmiankowana była po raz pierwszy w XVII wieku. Początkowo własność Kalinowskich, później przechodziła kilkukrotnie z rąk do rąk, a od 1725 roku należała do Potockich.
W 1793 roku, w wyniku II rozbioru Polski, Talne przyłączono do Imperium Rosyjskiego, gdzie było siedzibą gminy Talne w powiecie humańskim, w guberni kijowskiej.
Osiedle typu miejskiego od 1926, miasto od 1938.
Podczas okupacji hitlerowskiej, w sierpniu 1941 roku Niemcy utworzyli getto dla żydowskich mieszkańców. Przebywało w nim około 1000 osób. 6 kwietnia 1942 roku Niemcy zlikwidowali getto, a Żydów zamordowali w pobliskich Bilaszkach oraz w getcie. Sprawcami zbrodni byli niemieccy żołnierze, miejscowi Niemcy oraz ukraińska policja. 
W 1989 liczyło 17 169 mieszkańców.
W 2013 liczyło 14 216 mieszkańców.

## Galeria

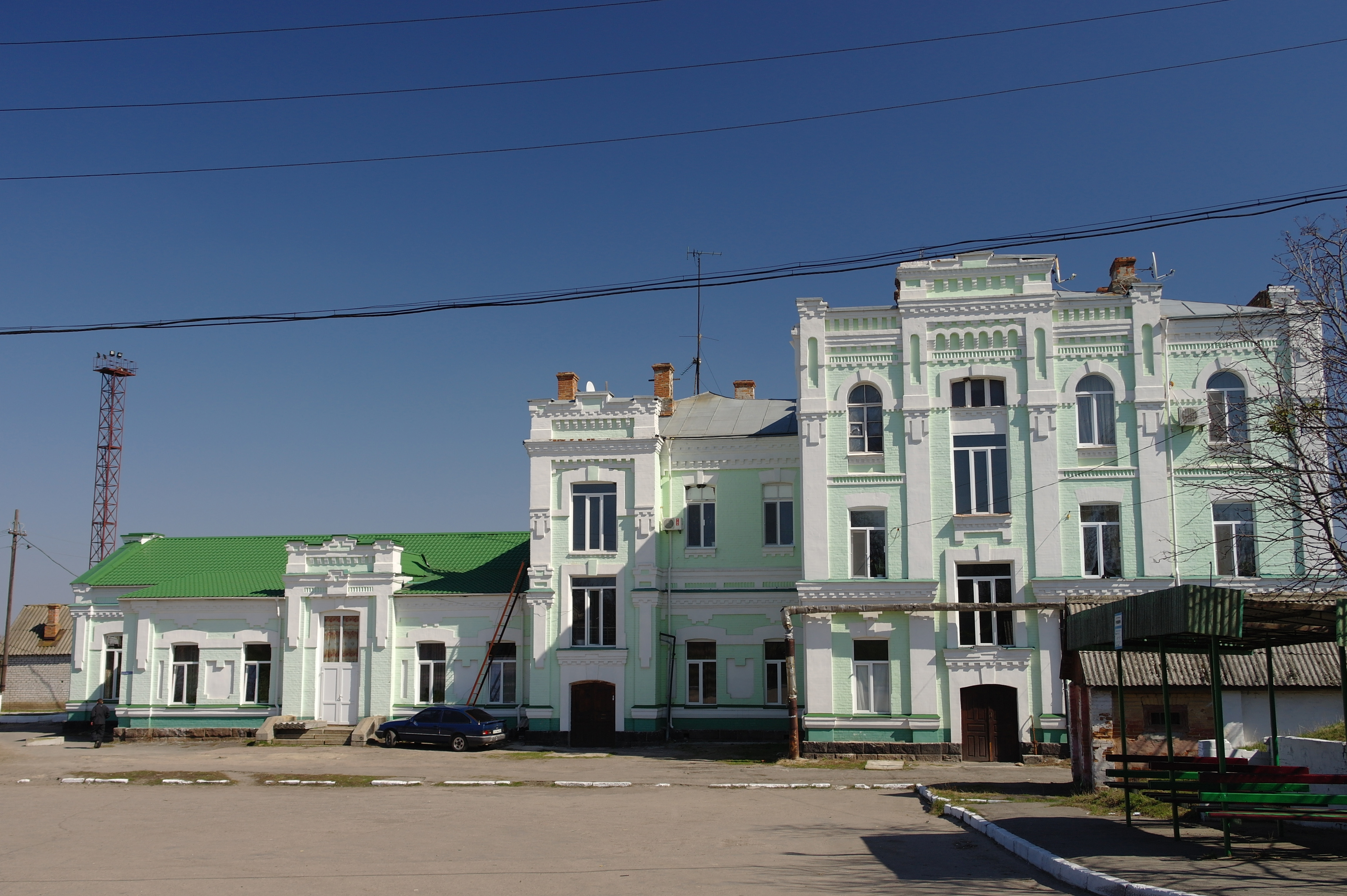
Dworzec
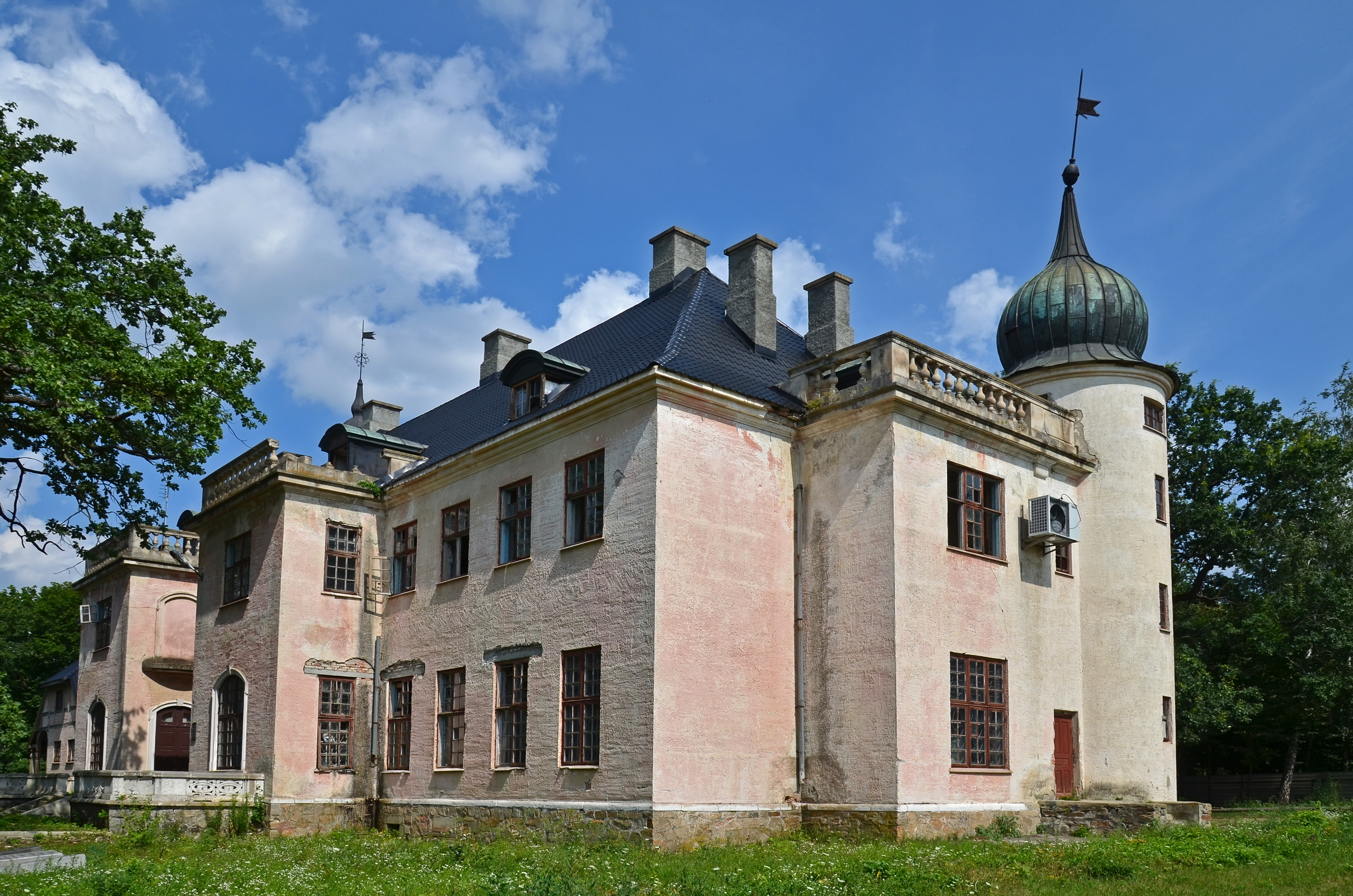
Zamek
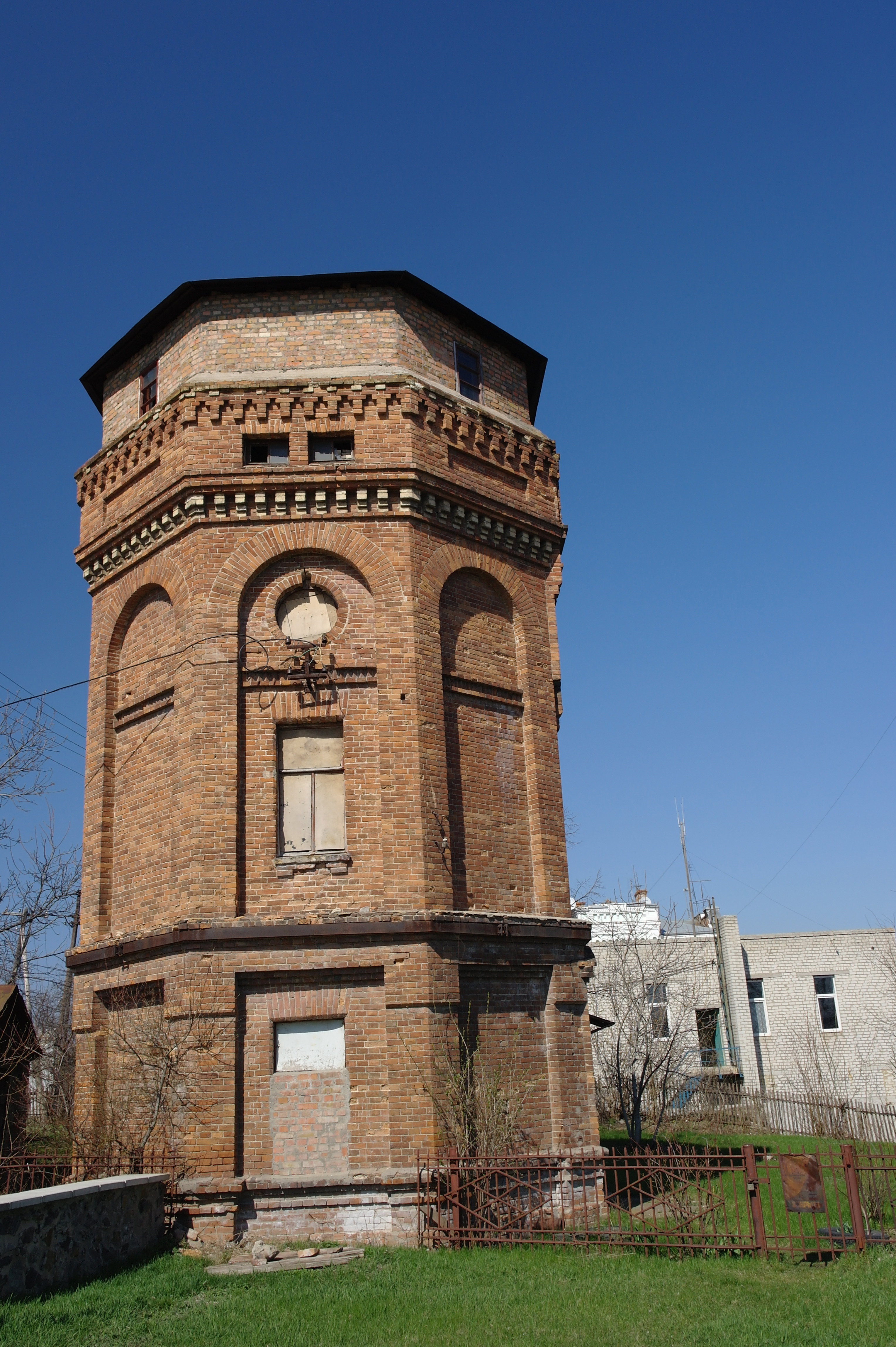
Baszta
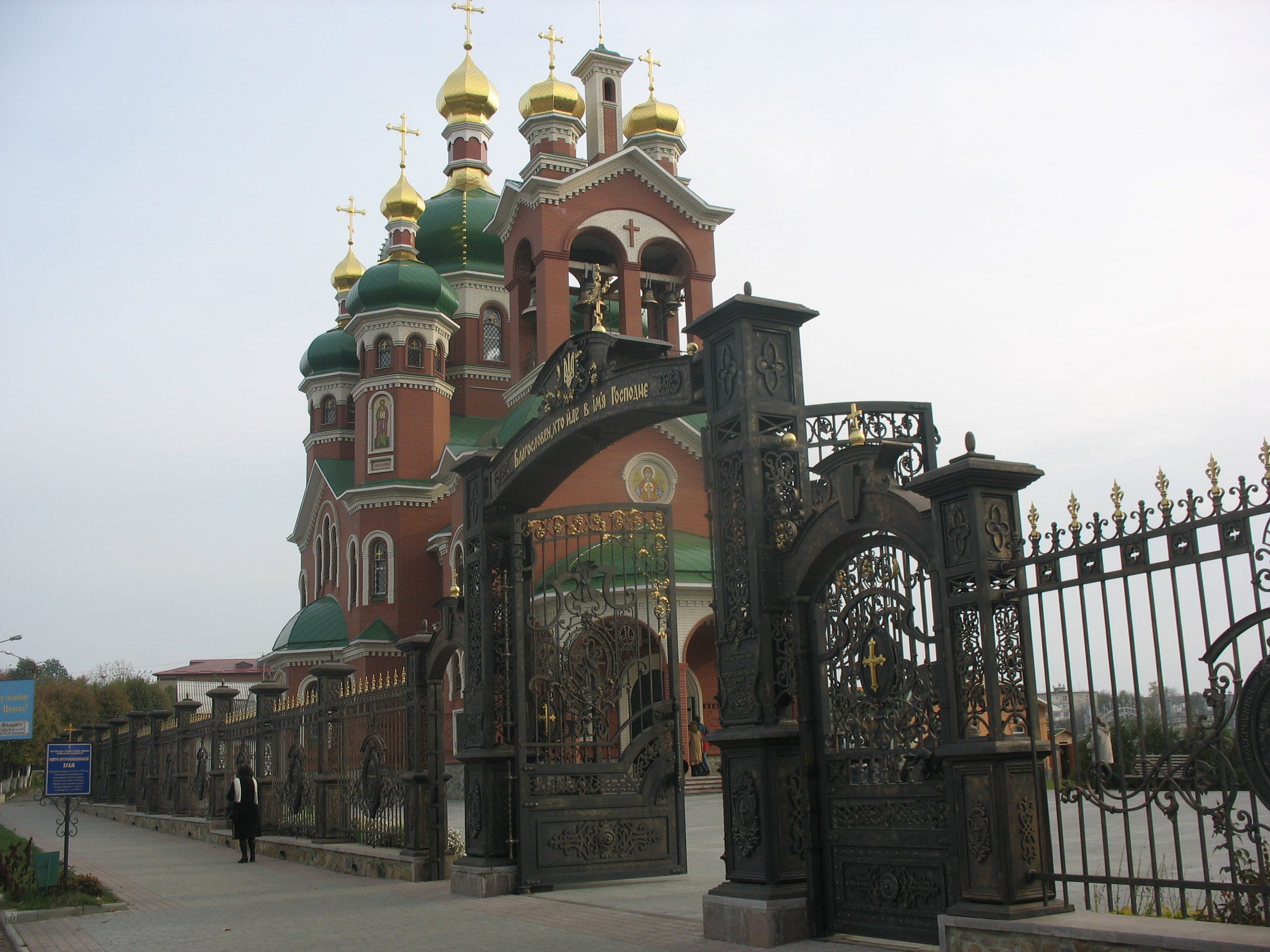
Cerkiew śś. Piotra i Pawła